# Cadouin
Cadouin (Occitaans: Cadonh) is plaats een in Frankrijk in het departement Dordogne. Tot 1974 was het een zelfstandige gemeente en hoofdplaats van een gelijknamig kanton. Daarna fuseerde het met Paleyrac, Le Buisson-Cussac en Urval tot de gemeente Le Buisson-de-Cadouin.

## Demografie
Sinds het midden van de 19e eeuw is het inwoneraantal behoorlijk teruggelopen van 692 in 1866 tot 318 in 2011.
| Daling van de bevolking van Cadouin | Daling van de bevolking van Cadouin | Daling van de bevolking van Cadouin | Daling van de bevolking van Cadouin | Daling van de bevolking van Cadouin | Daling van de bevolking van Cadouin | Daling van de bevolking van Cadouin | Daling van de bevolking van Cadouin |
| ----------------------------------- | ----------------------------------- | ----------------------------------- | ----------------------------------- | ----------------------------------- | ----------------------------------- | ----------------------------------- | ----------------------------------- |
| Jaar                                | 1866                                | 1891                                | 1901                                | 1921                                | 1936                                | 1999                                | 2011                                |
| Inwoners                            | 692                                 | 649                                 | 526                                 | 468                                 | 453                                 | 335                                 | 318                                 |

## Abdij
Cadouin is bekend dankzij de in 1115 door Géraud de Salles gestichte cisterciënzerabdij die als onderdeel van de pelgrimsroute naar Santiago de Compostella sinds 1998 op de Werelderfgoedlijst van UNESCO staat. Het abdijcomplex is een van de mooiste voorbeelden van religieuze architectuur van de streek. Opvallend is het contrast tussen de sobere romaanse stijl van de kerk en het flamboyant-gotische karakter van de kloostergang.

## Geboren in Cadouin
- Louis Delluc (1890-1924), filmregisseur, scenarist en filmcriticus